# 조셉 웨이젠바움

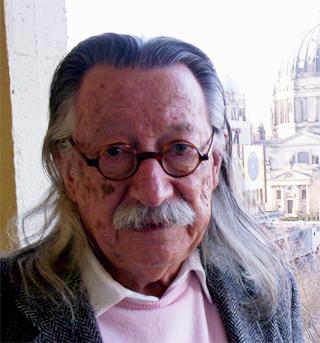

조셉 웨이젠바움(Joseph Weizenbaum, 1923년 1월 8일 ~ 2008년 3월 5일)은 독일계 미국인 컴퓨터 과학자이자 MIT 교수였다. 웨이젠바움상과 웨이젠바움 연구소는 그의 이름을 따서 명명되었다.

## 인생과 경력
독일 베를린에서 유대인 부모 사이에서 태어난 그는 1936년 1월 나치 독일을 피해 가족과 함께 미국으로 이주했다. 1941년 미시간주 디트로이트에 있는 웨인 주립 대학교에서 수학을 공부하기 시작했다. 1942년 그는 "적대적 외국인"이라는 신분 때문에 암호학 작업을 거부당해 미 육군 항공대에서 기상학자로 복무하기 위해 학업을 중단했다. 전쟁이 끝난 후인 1946년 그는 웨인 주립 대학교로 돌아와 1948년에 수학 학사 학위를, 1950년에 수학 석사 학위를 취득했다.
1952년경, 웨인의 연구 조수로서 바이젠바움은 아날로그 컴퓨터를 다루었고 디지털 컴퓨터를 만드는 데 도움을 주었다. 1956년, 그는 제너럴 일렉트릭에서 ERMA라는 컴퓨터 시스템을 개발했다. 이 컴퓨터 시스템은 수표의 아래쪽 테두리에 각인된 자기 인코딩 글꼴을 사용하여 자기 잉크 문자 인식(MICR)을 통해 자동화된 수표 처리를 가능하게 했다. 그는 1962년 데이터메이션에 "컴퓨터를 지능적으로 보이게 만드는 방법"이라는 제목의 짧은 논문을 발표했는데, 이 논문에서는 초보자를 이길 수 있는 고모쿠 프로그램에서 사용된 전략을 설명했다.
1963년 그는 SLIP(대칭 목록 처리) 소프트웨어의 힘으로 MIT에서 준교수가 되었다. 4년 만에 그는 컴퓨터 과학 및 공학에서 종신 재직권과 정교수(1970년)를 받았다. 바이젠바움은 MIT에서 일하는 것 외에도 하버드, 스탠포드, 브레멘 대학교 및 기타 대학교에서 교수로 재직했다.

## 같이 보기
- 인공지능윤리
- 인공지능
- ELIZA
- 일라이자 효과
- 심리학